# Xã Rosedale, Quận Jersey, Illinois
Xã Rosedale (tiếng Anh: Rosedale Township) là một xã thuộc quận Jersey, tiểu bang Illinois, Hoa Kỳ. Năm 2010, dân số của xã này là 456 người.